# 柳川まり
柳川まり（やながわまり）は、福岡県柳川市で古くから作られているまりである。

## 概要
福岡の柳川地方の特産品、福岡県指定特産民芸品である。
日本三大つるし飾りさげもんの一部としても使用されている。
吊るしを前提としている為、多くはあげまき結び及び花結びの紅白房が取り付けられる。

## 歴史
江戸時代に旧柳川藩立花家につかえていた腰元たちの嗜みとして作られていたもので、七色の草木染め糸を用意た草木まりが原型である。
戦後も細々と受け継がれていたが昭和30年代、立花家奥女中であった池末フユに師事していた北島ミチの姪の北島たえら伝承者有志により柳川まり保存会がつくられ、現在では柳川市を代表する民芸品である。
現代の柳川まりは巻芯に木毛を丸めて毛糸で形を整え、これにリリヤーン糸（ピューロン、シルパーロン）を解いたものにて刺繍をほどこす事により艶のある作品に仕上げる。

## 主な種類
- 二つ花種 - 二つ菊、矢羽根、ダリヤ
- 六つ花種 - 梅、バラ、朝顔、椿、剣十字、桜三菱帯、三つ羽根亀甲、コスモス、てっせん
- のし種 - 三つのし、鶴のし、紅白三つのし、リボン
- かがり花種 - 三菱かがり、三角かがり、四角かがり、風船